# 장용관
장용관(張龍官, 일본식 이름: 安本龍官야스모토 류칸, 1888년 7월 ~ ?)은 일제강점기의 관료로, 본적은 평안북도 구성군 방현면이다.

## 생애
1911년 구성공립보통학교(龜城公立普通學校) 교원, 구성지방금융조합(龜城地方金融組合) 설립위원을 역임했으며, 같은 해에 대동학원을 졸업했다. 1912년부터 1913년까지 평안북도 구성군 사립대동학교에서 학감으로 근무했고, 1921년 구성공립보통학교 학무위원을 역임했다.
1923년부터 1938년까지 평안북도 구성군 방현면장을 역임했으며, 1924년 4월 1일 평안북도 관선 도평의회원으로 임명되었다. 1926년 평안북도 구성군 방현금융조합 설립위원으로 참여했고, 같은 해 12월 21일에 열린 산미증식정책 갱신을 위한 전선지주회(全鮮地主會)에서 지주로 참석했다. 1927년 4월 1일 평안북도 민선 도평의회원으로 임명되었다.
1928년 1월 26일 동아일보 방현지국 고문으로 위촉되었으며, 같은 해 11월 16일 일본 정부로부터 쇼와대례기념장을 받았다. 1930년 평안북도 도농회 특별의원으로 임명되었고 1931년 종7위에 서위되었다. 1931년 12월 2일부터 1941년까지 평안북도 구성수리조합(龜城水利組合) 조합장을 역임했으며, 1934년 9월 1일 평양세무감독국 소득조사위원으로 임명되었다.
1937년 7월 15일 정7위에 서위되었으며 1938년 평안북도 구성세무서 소득조사위원을 역임했다. 1939년 2월 14일 평안북도 관선 도회의원으로 임명되었고, 1940년 2월 구성농업학교 설립기성회 부회장을 역임했다. 1941년 평안북도 구성산업조합 조합장, 조선임전보국단 발기인을 역임했으며, 중추원 부여신궁공사 근로봉사에도 참여했다.
1941년 4월 21일부터 1944년 4월까지 조선총독부 중추원 참의를 역임했고, 1944년 12월 27일 일본적십자사로부터 유공장을 받았다.
친일파 708인 명단의 중추원 부문, 민족문제연구소의 친일인명사전 수록자 명단의 중추원 부문, 친일반민족행위진상규명위원회가 발표한 친일반민족행위 705인 명단에 포함되었다.

## 참고자료
- 친일반민족행위진상규명위원회 (2009). 〈장용관〉. 《친일반민족행위진상규명 보고서 Ⅳ-15》. 서울. 458~467쪽.